# Dorfkirche Magdeburgerforth

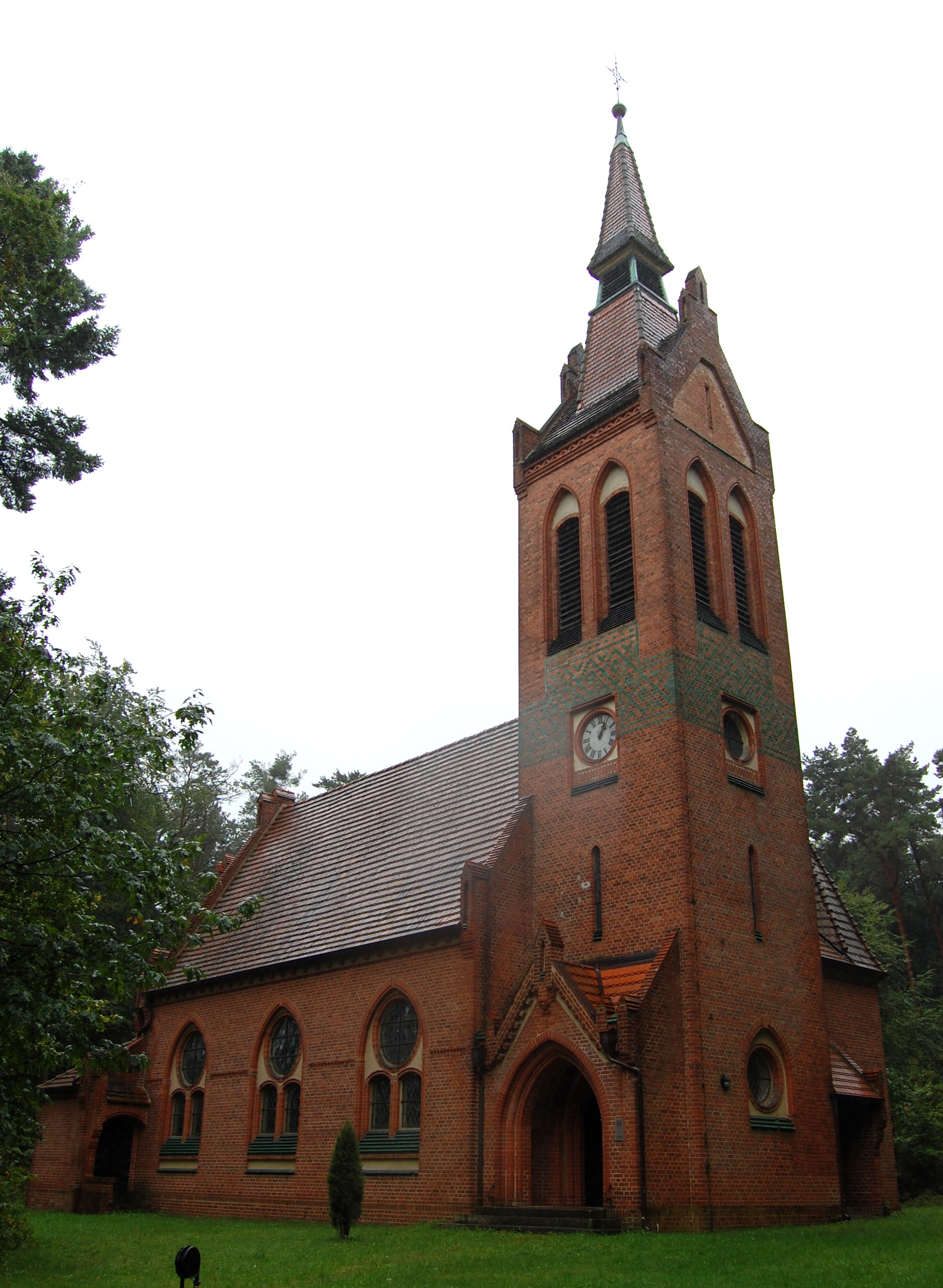
Dorfkirche Magdeburgerforth

Die Dorfkirche Magdeburgerforth ist die evangelische Kirche des zu Möckern gehörenden Dorfes Magdeburgerforth.

## Architektur
Die Kirche entstand 1901 im Stil der Neugotik und wurde auch in diesem Jahr eingeweiht. Der Backsteinbau liegt am Rande des Dorfes unmittelbar am Wald, was dem Gebäude auch den Namen Waldkirche eintrug. Der Chor steht auf rechteckigem Grundriss quer zum Kirchenschiff. An der Südseite ist die Sakristei angefügt. Nordwestlich des Schiffs steht der im Grundriss quadratische Kirchturm. Er verfügt über acht Schallöffnungen in Form von Spitzbögen und wird von einem Satteldach und einer Laterne bekrönt. An der Nordseite des Turms befindet sich ein kleiner polygonaler Turm mit rundem Spitzdach, der als Aufgang zur Orgel dient. Die Turmfassade wird in der Höhe des Dachfirstes des Kirchenschiffs von Rautenmustern aus grünglasierten Ziegeln geziert.
Im Inneren der Kirche besteht an der Westseite eine Empore, die Fenster sind als zweiteilige Maßwerkfenster gestaltet, im Bogenfeld befindet sich jeweils ein großes Oculus. Über dem Kirchensaal befindet sich ein offener verbretterter, auf Konsolen ruhender Zierdachstuhl, während der Chor von einem Gratgewölbe überspannt wird. Die Altarmensa ist aus Formsteinen gemauert. Die Ausstattung der Kirche stammt noch aus der Bauzeit; die achtstimmige Orgel wurde von der Orgelbaufirma Hülle, Neuhaldensleben, hergestellt, die Kanzel aus Eichenholz schuf die Firma Gustav Kuntzsch aus Wernigerode.